# Mistrzostwa Szwajcarii w szachach
Mistrzostwa Szwajcarii w szachach – rozgrywki organizowane od 1889 roku (w konkurencji kobiet – od 1946), mające na celu wyłonienie najlepszych szachistów w Szwajcarii.
Rekordzistami pod względem liczby zdobytych tytułów są Hans Johner (12) oraz Tatjana Lemaczko (9).

## Lista zwycięzców
| Rok  | Miasto                       | Mężczyźni                                                         | Kobiety                                  |
| ---- | ---------------------------- | ----------------------------------------------------------------- | ---------------------------------------- |
| 1889 | Zurych                       | Max Pestalozzi, Artur Popławski                                   |                                          |
| 1890 | Winterthur                   | Max Pestalozzi, Artur Popławski                                   |                                          |
| 1892 | Bazylea                      | Oscar Corrodi, Paul Fahrni                                        |                                          |
| 1893 | Berno                        | Alex Popoff                                                       |                                          |
| 1895 | Zurych                       | Ulrich Bachmann                                                   |                                          |
| 1896 | Lucerna                      | Ulrich Bachmann, Alfred Stooss                                    |                                          |
| 1897 | Aarau                        | Hermann Sack                                                      |                                          |
| 1898 | Bazylea                      | Ulrich Bachmann                                                   |                                          |
| 1899 | Lozanna                      | Moriz Henneberger                                                 |                                          |
| 1900 | Berno                        | Andreas Duhm                                                      |                                          |
| 1901 | St. Gallen                   | Max Pestalozzi, Eugen Meyer, Andreas Duhm, Hans Duhm              |                                          |
| 1902 | Biel/Bienne                  | Eugen Meyer                                                       |                                          |
| 1903 | Zurych                       | Ernst Müller                                                      |                                          |
| 1904 | Lucerna                      | Walter Henneberger                                                |                                          |
| 1905 | Neuchâtel                    | Alfred Hänni                                                      |                                          |
| 1906 | Bazylea                      | Moriz Henneberger, Walter Henneberger                             |                                          |
| 1907 | Szafuza                      | Dietrich Duhm, Paul Johner, Karl Kunz                             |                                          |
| 1908 | Berno                        | Hans Johner, Paul Johner                                          |                                          |
| 1909 | Zurych                       | Moriz Henneberger                                                 |                                          |
| 1910 | Genewa                       | Oskar Naegeli                                                     |                                          |
| 1911 | Davos                        | Moriz Henneberger, Walter Henneberger, Kurt Krantz, Erwin Voellmy |                                          |
| 1912 | Lozanna                      | Walter Henneberger                                                |                                          |
| 1913 | Bazylea                      | Andreas Duhm                                                      |                                          |
| 1914 | Montreux                     | Dietrich Duhm, Moriz Henneberger                                  |                                          |
| 1920 | St. Gallen                   | Erwin Voellmy                                                     |                                          |
| 1922 | Neuchâtel                    | Erwin Voellmy                                                     |                                          |
| 1923 | Berno                        | Hans Johner                                                       |                                          |
| 1924 | Interlaken                   | Otto Zimmermann                                                   |                                          |
| 1925 | Zurych                       | Paul Johner                                                       |                                          |
| 1926 | Genewa                       | Walter Michel                                                     |                                          |
| 1927 | Biel/Bienne                  | Adolf Staehelin                                                   |                                          |
| 1928 | Bazylea                      | Hans Johner, Paul Johner                                          |                                          |
| 1929 | Szafuza                      | Hans Johner                                                       |                                          |
| 1930 | Lozanna                      | Paul Johner                                                       |                                          |
| 1931 | Winterthur                   | Hans Johner                                                       |                                          |
| 1932 | Berno                        | Hans Johner, Paul Johner                                          |                                          |
| 1934 | Zurych                       | Hans Johner                                                       |                                          |
| 1935 | Aarau                        | Hans Johner                                                       |                                          |
| 1936 | Lucerna                      | Oskar Naegeli                                                     |                                          |
| 1937 | Interlaken                   | Hans Johner                                                       |                                          |
| 1938 | Bazylea                      | Hans Johner                                                       |                                          |
| 1939 | Montreux                     | Henri Grob                                                        |                                          |
| 1941 | Aarau, Bazylea Berno, Zurych | Fritz Gygli                                                       |                                          |
| 1942 | Lozanna                      | Jules Ehrat                                                       |                                          |
| 1943 | St. Gallen                   | Martin Christoffel                                                |                                          |
| 1944 | Vevey                        | Paulin Lob                                                        |                                          |
| 1945 | Lugano                       | Martin Christoffel                                                |                                          |
| 1946 | Winterthur                   | Ernst Strehle                                                     | Mathilde Laeuger-Gasser                  |
| 1947 | Neuchâtel                    | Hans Johner                                                       |                                          |
| 1948 | Berno                        | Martin Christoffel                                                | Elisabeth Schild                         |
| 1949 | Szafuza                      | Serge Tordion                                                     |                                          |
| 1950 | Lucerna                      | Hans Johner                                                       | Elisabeth Schild                         |
| 1951 | Genewa                       | Henri Grob                                                        | Lina Wiget                               |
| 1952 | Zurych                       | Martin Christoffel                                                |                                          |
| 1953 | Solura                       | Max Blau                                                          | Anna Näpfer                              |
| 1954 | Bazylea                      | Josef Kupper                                                      | Elisabeth Schild                         |
| 1955 | Rapperswil                   | Max Blau                                                          | Anna Näpfer                              |
| 1956 | Thun                         | Max Blau                                                          | Anna Näpfer                              |
| 1957 | Lozanna                      | Josef Kupper                                                      | Madeleine Batchinsky-Gaille              |
| 1958 | Lugano                       | Dieter Keller                                                     | Anna Näpfer                              |
| 1959 | Biel/Bienne                  | Paulin Lob                                                        | Anna Näpfer                              |
| 1960 | Balgach                      | Dieter Keller                                                     | Anna Näpfer                              |
| 1961 | Interlaken                   | Dieter Keller                                                     | Madeleine Batchinsky-Gaille              |
| 1962 | St. Gallen                   | Josef Kupper                                                      |                                          |
| 1963 | Bazylea                      | Dieter Keller                                                     | Mathilde Laeuger                         |
| 1964 | Montreux                     | Marcel Markus                                                     | Monique Petit                            |
| 1965 | Berno                        | Marcel Markus                                                     | Maria Fässler, Cécile Huser, K. Fischler |
| 1966 | Lugano                       | Edwin Bhend                                                       | Mathilde Laeuger                         |
| 1967 | Biel/Bienne                  | Max Blau                                                          | Anna Näpfer                              |
| 1969 | Lucerna                      | André Lombard                                                     | Myrta Ludwig                             |
| 1970 | Riehen                       | André Lombard                                                     | Anna Näpfer                              |
| 1971 | Winterthur                   | Heinz Schaufelberger                                              | Elsa Lüssy                               |
| 1972 | Locarno                      | Heinz Schaufelberger                                              | Carla Wettstein                          |
| 1973 | Weggis                       | André Lombard                                                     | Elsa Lüssy                               |
| 1974 | Wettingen                    | André Lombard                                                     | Trudy André                              |
| 1975 | Zurych                       | Werner Hug                                                        | Carla Wettstein                          |
| 1976 | Ascona                       | Hansjürg Kaenel                                                   | Anna Näpfer                              |
| 1977 | Muttenz                      | André Lombard                                                     | Myrta Ludwig                             |
| 1978 | Sankt Moritz                 | Hansjürg Kaenel                                                   | Myrta Ludwig                             |
| 1979 | Biel/Bienne                  | Heinz Wirthensohn                                                 | Monique Ruck-Petit                       |
| 1980 | Ascona                       | Hansjürg Kaenel                                                   | Theres Leu                               |
| 1981 | Biel/Bienne                  | Heinz Wirthensohn                                                 | Vanda Veprek-Bilinski                    |
| 1982 | Silvaplana                   | Wiktor Korcznoj                                                   | Claude Baumann                           |
| 1983 | Baden                        | Andreas Huss                                                      | Erika Vogel                              |
| 1984 | Arosa                        | Wiktor Korcznoj                                                   | Tatjana Lemaczko                         |
| 1985 | Silvaplana                   | Wiktor Korcznoj                                                   | Anne Knecht                              |
| 1986 | Bazylea                      | Markus Klauser                                                    | Tatjana Lemaczko                         |
| 1987 | Lenk                         | Richard Gerber                                                    | Claude Baumann                           |
| 1988 | Silvaplana                   | Roland Ekström                                                    | Claude Baumann                           |
| 1989 | Biel/Bienne                  | Beat Züger                                                        | Evi Reimer                               |
| 1990 | Arosa                        | Ivan Nemet                                                        | Silvia Schladetzky                       |
| 1991 | Chiasso                      | Jean-Luc Costa                                                    | Claude Baumann                           |
| 1992 | Leukerbad                    | Heinz Wirthensohn                                                 | Evi Grünenwald-Reimer                    |
| 1993 | Silvaplana                   | Jean-Luc Costa                                                    | Barbara Hund                             |
| 1994 | Lucerna                      | Lucas Brunner                                                     | Shahanah Schmid                          |
| 1995 | Villars-sur-Ollon            | Yannick Pelletier                                                 | Tatjana Lemaczko                         |
| 1996 | Arosa                        | Wiktor Gawrikow                                                   | Evi Grünenwald-Reimer                    |
| 1997 | Silvaplana                   | Joseph Gallagher                                                  | Tatjana Lemaczko                         |
| 1998 | Engelberg                    | Joseph Gallagher                                                  | Catherine Thürig                         |
| 1999 | Grächen                      | Roland Ekström                                                    | Shahanah Schmid                          |
| 2000 | Pontresina                   | Yannick Pelletier                                                 | Evi Grünenwald-Reimer                    |
| 2001 | Scuol                        | Roland Ekström                                                    | Monika Seps                              |
| 2002 | Leukerbad                    | Yannick Pelletier                                                 | Monika Seps                              |
| 2003 | Silvaplana                   | Florian Jenni                                                     | Tatjana Lemaczko                         |
| 2004 | Samnaun                      | Joseph Gallagher                                                  | Tatjana Lemaczko                         |
| 2005 | Saas-Almagell                | Joseph Gallagher                                                  | Monika Seps                              |
| 2006 | Lenzerheide                  | Florian Jenni                                                     | Tatjana Lemaczko                         |
| 2007 | Leukerbad                    | Joseph Gallagher                                                  | Monika Seps                              |
| 2008 | Samnaun                      | Roland Ekström                                                    | Tatjana Lemaczko                         |
| 2009 | Grächen                      | Wiktor Korcznoj                                                   | Tatjana Lemaczko                         |
| 2010 | Lenzerheide                  | Yannick Pelletier                                                 | Tatjana Lemaczko                         |
| 2011 | Lenzerheide                  | Wiktor Korcznoj                                                   | Aleksandra Kostieniuk                    |
| 2012 | Flims                        | Joseph Gallagher                                                  | Monika Seps                              |
| 2013 | Grächen                      | Aleksandra Kostieniuk                                             | Aleksandra Kostieniuk                    |
| 2014 | Berno                        | Yannick Pelletier                                                 | Gundula Heinatz                          |
| 2015 | Leukerbad                    | Vadim Milov                                                       | Aleksandra Kostienuk                     |
| 2016 | Flims                        | Noël Studer                                                       | Laura Stoen                              |
| 2017 | Grächen                      | Yannick Pelletier                                                 | Lena Georgescu                           |
| 2018 | Lenzerheide                  | Sebastian Bogner                                                  | Gundula Heinatz                          |
| 2019 | Leukerbad                    | Noël Studer                                                       | Elena Sedina                             |
| 2021 | Flims                        | Joseph Gallagher                                                  | Lena Georgescu                           |
| 2022 | Samnaun                      | Fabian Bänziger                                                   | Lena Georgescu                           |
| 2023 | Leukerbad                    | Fabian Bänziger                                                   | Sofiia Hryzlova                          |
| 2024 | Flims                        | Sebastian Bogner                                                  | Mariia Manko                             |

## Mistrzowie Szwajcarii w szachach korespondencyjnych
1. Karl Flatt (1941-1942)
2. Jules Ehrat  (1943-1944)
3. Moriz Henneberger - Walter Henneberger (1946-1947)
4. Max Blau  (1948-1949)
5. Max Meier  (1950-1951)
6. Hans Selhofer  (1955-1956)
7. Irenée Egger -  Josef Steiner (1959-1960)
8. Otto Krausz  (1962-1963)
9. Edgar Walther  (1970-1971)
10. Jurij Janzek  (1981-1982)
11. Georg Weissen  (1984-1985)
12. Alex Crisovan  (1988-1989)
13. Fabrice Liarder  (1991-1992)
14. Toni Thaler  (1993-1994)
15. Jens Uwe Klügel  (1995-1996)
16. Laurent Jacot  (1997-1998)
17. Patrick Hugentobler  (1999-2001)
18. Martin Leutwyler  (2001-2003)
19. Patrick Hugentobler  (2004-2006)[2]
20. Albi Gmür  (2006-2007)[3]
21. Andreas Brugger  (2007-2009)[4]
22. Rolf Scherer  (2009-2011)[5]
23. Gilles Terreaux  (2011-2013)[6]
24. Roger Mayer  (2013-2015)[7]
25. Walter Steiger  (2015-2017)[8]
26. Pablo Schmid  (2017-2019)[9]
27. Reinhard Wegelin  (2019-2021)[10]
28. Roger Mayer - Stefan Salzmann - Oliver Killer - Philippe Corbat  (2021-2023)[11]